# Robert Stewart (1er marquis de Londonderry)
Pour les articles homonymes, voir Robert Stewart et Stewart.
Robert Stewart (27 septembre 1739 – 6 avril 1821), est un homme politique et propriétaire foncier irlandais, titré marquis de Londonderry, le père de l'homme politique Robert Stewart (vicomte Castlereagh). Il est un ancêtre de Winston Churchill.

## Famille
Robert Stewart est né en 1739, fils d'Alexander Stewart, échevin de Londonderry (ou Derry) en 1760, et Mary Cowan, fille de John Cowan, également échevin de cette même ville. Par sa mère, Robert est le neveu de Robert Cowan (en), le riche gouverneur de Bombay.
En tant que deuxième fils, il devrait reprendre les affaires de la famille à Dublin, tandis que son frère aîné hérite de la propriété familiale en Ulster. Sa maison de commerce échange avec de nombreuses villes de la Baltique, dont Saint-Pétersbourg, Tallinn, et Memel. À la mort de son frère aîné, il s'installe en Ulster pour être plus près de son père et l'aider à s'occuper des propriétés de la famille dans les comtés de Donegal, Londonderry, et le Comté de Down.

## Député irlandais
Il est élu à la Chambre des communes irlandaise en 1771 en tant que député de Down. Entre 1775 et 1783, il vit à Bangor avec sa femme, alors que son père vit à Mount Stewart.
En 1779, inquiet par la présence des navires américains et français dans la mer d'Irlande, il organise la société de Newtownards. Quand il perd son siège en 1783, il est nommé au Conseil privé d'Irlande. Dans la même année, il hérite de son père des propriétés dans les comtés de Londonderry et Down et s'installe à Mount Stewart, terminant les travaux du Temple des vents que son père a commandé.

## Chambre des Lords
En 1789, il est créé baron de Londonderry dans la Pairie d'Irlande. L'année suivante, il met son fils (le futur vicomte Castlereagh) à l'Université de Cambridge et le fait élire pour le siège du comté de Down, au Parlement de Dublin. En 1795, il devient vicomte Castlereagh. L'année suivante, il est élevé au rang de comte de Londonderry. Son second fils obtient également un siège dans le Parlement de Dublin.
Robert Stewart et ses deux fils favorisent l'Acte d'Union (1800) et se sont battus pour le présenter à nouveau, après qu'il a été refusé en 1799. Pour cela, Robert Stewart obtient un siège à la Chambre des Lords à Londres, qu'il n'a jamais pris. En 1816, il est créé marquis de Londonderry, en raison de l'influence de son fils, Lord Castlereagh. Ce titre est encore une fois dans la Pairie d'Irlande. De 1801 jusqu'à sa mort, il est un pair Irlandais.

## Mariages et descendance
Lord Londonderry se marie deux fois. Il épouse d'abord Sarah Frances Seymour (27 septembre 1747 – 20 juillet 1770), fille de Francis Seymour-Conway. Ensemble, ils ont un fils :
- Robert Stewart (vicomte Castlereagh) (1769-1822), qui épouse Amelia Hobart (en), fille de John Hobart (2e comte de Buckinghamshire). Le jeune Robert Stewart devient le 2e marquis de Londonderry à la mort de son père, mais se suicide l'année suivante. Il est plus communément connu comme "le vicomte Castlereagh". Lui et sa femme n'ont aucun enfant.

Après la mort de sa femme lors de l'accouchement, Robert Stewart se remarie le 7 juin 1775, avec Frances Pratt, fille de Charles Pratt (1er comte Camden) (1714-1794). Avec Lady Frances, il a un autre fils:
- Charles Vane (3e marquis de Londonderry) (1778-1854); né "Charles William Stewart", qui épouse d'abord, en 1804, Catherine Bligh, fille de John Bligh (3e comte de Darnley), et a un fils de lui, et d'autre part, en 1819, Lady Frances Anne Vane-Tempest (en), fille d'Henry Vane-Tempest, et a des enfants. Par le biais de sa fille, Lady Frances Anne, il est le grand-père de Winston Churchill.

Il est décédé à son domicile de Mount Stewart, dans le comté de Down, et est enterré à proximité du prieuré de Newtownards, où son père a déjà été enterré.